# Äsperöd, Sjöbo kommun
Äsperöd är en tätort i Vanstads socken i Sjöbo kommun i Skåne län.

## Historia
Äsperöd var ursprungligen en ostligare by tillhörande Tranås socken, belägen nära tidigare borgen Esbiruth och med bynamnet Esperuth på 1300-talets senare del. Byns namn är sammansatt av dialektordet äspe (aspbestånd) och rud (röjning). I nutid kallas platsen huvudsakligen Esperöds gård.
När järnvägsstationen i byn Björkeröd öppnade 1866 fick denna namnet Esperöds jernvägsstation. Denna fick sedan ge namn till det stationssamhälle, Äsperöd, som uppstod vid numera nerlagda Ystad-Eslövs Järnväg. 

### Befolkningsutveckling
| Befolkningsutvecklingen i Äsperöd, Sjöbo kommun 1960–2020 | Befolkningsutvecklingen i Äsperöd, Sjöbo kommun 1960–2020 | Befolkningsutvecklingen i Äsperöd, Sjöbo kommun 1960–2020 | Befolkningsutvecklingen i Äsperöd, Sjöbo kommun 1960–2020 | Befolkningsutvecklingen i Äsperöd, Sjöbo kommun 1960–2020 |
| --------------------------------------------------------- | --------------------------------------------------------- | --------------------------------------------------------- | --------------------------------------------------------- | --------------------------------------------------------- |
|                                                           |                                                           |                                                           |                                                           |                                                           |
| År                                                        |                                                           |                                                           | Folkmängd                                                 | Areal (ha)                                                |
| 1960                                                      | 1960                                                      |                                                           | 288                                                       |                                                           |
| 1965                                                      | 1965                                                      |                                                           | 253                                                       |                                                           |
| 1970                                                      | 1970                                                      |                                                           | 232                                                       |                                                           |
| 1975                                                      | 1975                                                      |                                                           | 206                                                       |                                                           |
| 1980                                                      | 1980                                                      |                                                           | 246                                                       |                                                           |
| 1990                                                      | 1990                                                      |                                                           | 241                                                       | 27                                                        |
| 1995                                                      | 1995                                                      |                                                           | 229                                                       | 27                                                        |
| 2000                                                      | 2000                                                      |                                                           | 235                                                       | 27                                                        |
| 2005                                                      | 2005                                                      |                                                           | 226                                                       | 27                                                        |
| 2010                                                      | 2010                                                      |                                                           | 222                                                       | 27                                                        |
| 2015                                                      | 2015                                                      |                                                           | 239                                                       | 36                                                        |
| 2020                                                      | 2020                                                      |                                                           | 262                                                       | 36                                                        |
|                                                           |                                                           |                                                           |                                                           |                                                           |